# Koszykówka na Letniej Uniwersjadzie 2005
Koszykówka na Letniej Uniwersjadzie 2005 – zawody koszykarskie rozgrywane podczas Letniej Uniwersjady 2005 w Izmirze. W programie znalazły się dwie konkurencje – turniej kobiet i mężczyzn.
Złoty medal w turnieju kobiet zdobyła reprezentacja Stanów Zjednoczonych, srebrny Serbii i Czarnogóry, a brązowy Australii. W turnieju mężczyzn najlepsze okazały się, Stany Zjednoczone, które wyprzedziły Ukrainę. Trzecią pozycję zajęła Serbii i Czarnogóry.

## Klasyfikacje medalowe

### Wyniki konkurencji
| Konkurencja:     | 1. miejsce        | 2. miejsce          | 3. miejsce          |
| Turniej kobiet   | Stany Zjednoczone | Serbia i Czarnogóra | Australia           |
| Turniej mężczyzn | Stany Zjednoczone | Ukraina             | Serbia i Czarnogóra |

### Klasyfikacja medalowa państw
| Nr | Państwo             |   |   |   | Ogółem |
| -- | ------------------- | - | - | - | ------ |
| 1. | Stany Zjednoczone   | 2 | 0 | 0 | 2      |
| 2  | Serbia i Czarnogóra | 0 | 1 | 1 | 2      |
| 3. | Ukraina             | 0 | 1 | 0 | 1      |
| 4. | Australia           | 0 | 0 | 1 | 1      |